# Meghna
Meghna (bengalisch: মেঘনা Meghanā) ist der gleiche Name zweier auf einander folgender Flussabschnitte im System der großen Ströme Bengalens, zu denen vor allem Brahmaputra und Ganges gehören. Beide Flussabschnitte werden oft als zwei eigenständige Flüsse behandelt. Die Untere Meghna (Lower Meghna) ist mit 36.500 m³/s der mächtigste Strom Asiens und der drittgrößte weltweit. Sie entsteht durch die Vereinigung der Oberen Meghna (Upper Meghna) mit der fast 8-fach größeren Padma, die ihrerseits gut 100 Kilometer oberhalb aus dem Zusammenfluss der Hauptstränge von Ganges und Jamuna (unterer Brahmaputra) entsteht. Die Untere Meghna mündet nach 130 Kilometern in mehreren Armen im Golf von Bengalen in den Indischen Ozean.
Die als Meghna bezeichneten Flussabschnitte liegen innerhalb der Grenzen von Bangladesch, aber das System im Delta entwässert auch weite Teile Nordostindiens. Auch die Gegend um Cherrapunji, die zu den regenreichsten Regionen weltweit zählt, entwässert in die Meghna.

## Obere Meghna

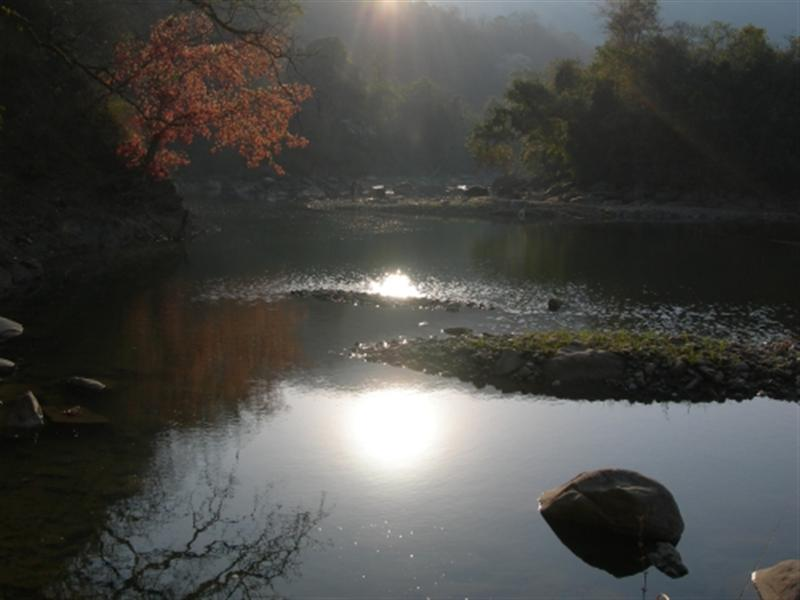
Oberlauf (Barak) in Manipur

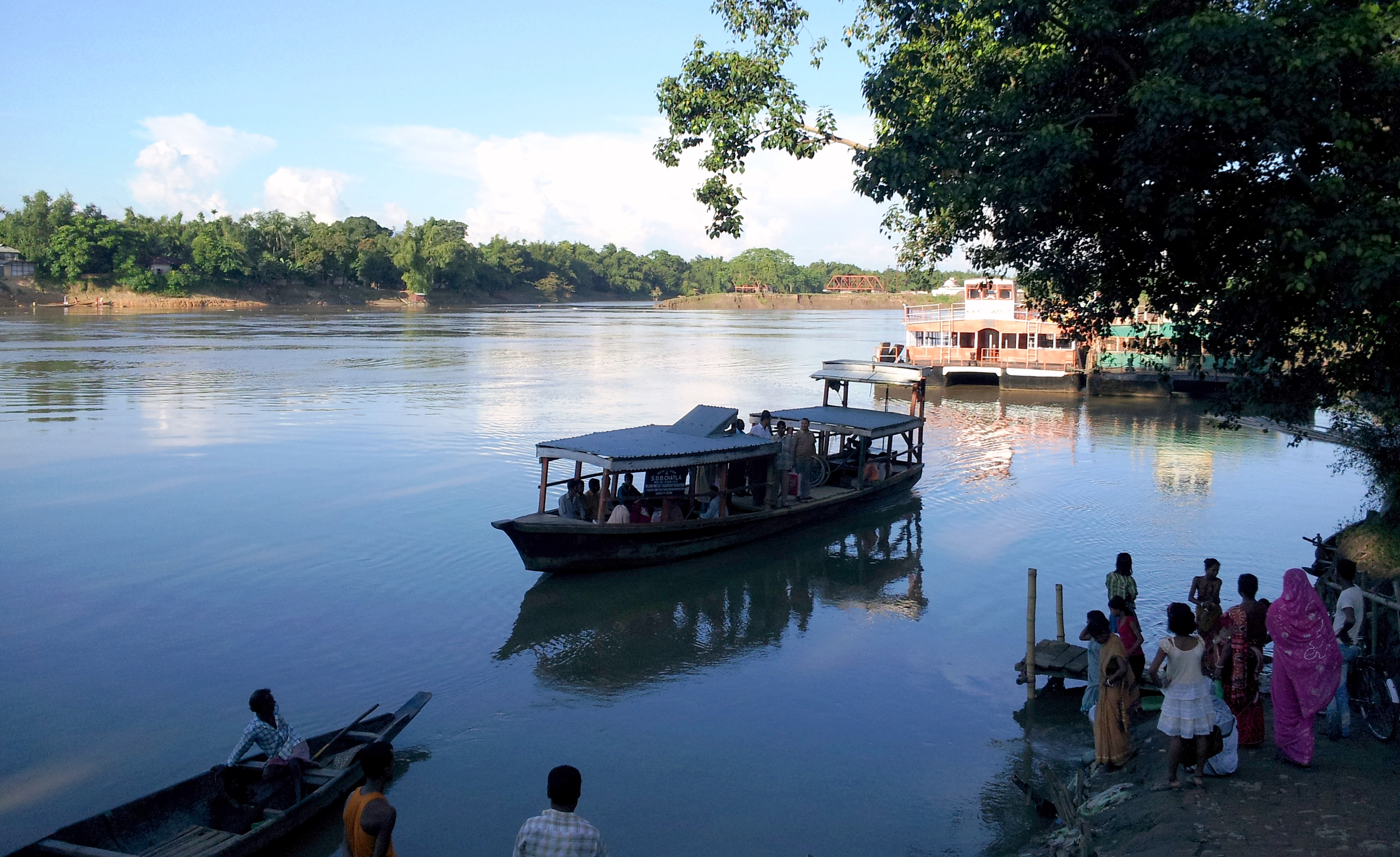
Barak

### OberlaufBarak
Die Obere Meghna entspringt unter dem Namen Barak im Patkai-Gebirge (ca. 25 km südöstlich des Berges Japvo) im Nordosten Indiens. Die Quelle liegt im Bundesstaat Manipur, im weiteren Verlauf durchquert der Fluss Teile der Bundesstaaten Nagaland, Mizoram und Assam. Im Bereich der Staatsgrenze zwischen Indien und Bangladesch verlässt der sedimentreiche Barak das Bergland und spaltet sich nach seinem bis hier etwa 610 Kilometer langen Lauf in zwei Hauptarme auf, in Surma (15 % der Wasserführung) und Kushiyara (85 %).
Beide Flussarme sind in ein Netz mäandrierender Wasserläufe eingebettet, die steter Veränderung unterworfen sind und erst punktuell durch menschliche Eingriffe fixiert und reguliert wurden. Obwohl sie sich auf bis zu 45 Kilometer voneinander entfernen, kann sich beim monsunalen Hochwasser eine zusammenhängende Wasserfläche ausbilden. Da die Hauptwasserwege in der Vergangenheit immer wieder andere Verläufe nahmen, ist die Namengebung kleinräumig wechselnd und bis heute uneinheitlich.

### SüdarmKushiyara
Der südwestwärts fließende Kushiyara wurde noch im 19. Jahrhundert, als dieser Teil Bengalens zu Assam gehörte, wie der Oberlauf als Barak bezeichnet. Heute führt diesen Namen noch ein unterhalb der Einmündung des Manu abzweigender kleiner Seitenarm. Ab dieser Abzweigung wird der Hauptstrom Bibiyana genannt und wenig später, nach Einmündung des Surma (heute nur ein kleiner Seitenarm des erst später wieder einmündenden Surma-Hauptstranges), Kalni. Bis zur Vereinigung der beiden großen Flussarme nördlich von Bhairab im Distrikt Kishoreganj hat der Südarm eine Länge von gut 290 Kilometern. Ab hier führt der Fluss den Namen Meghna.

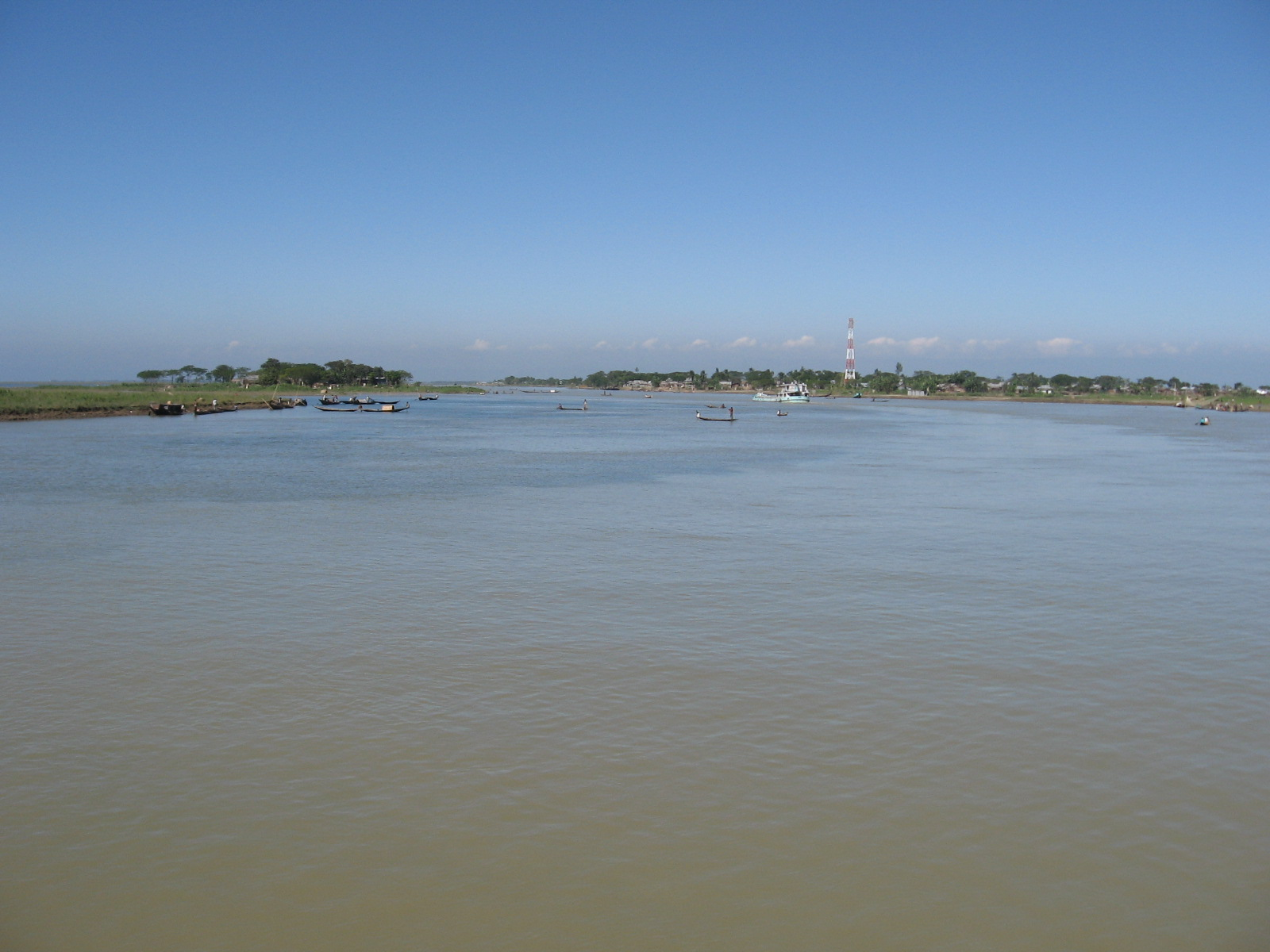
Die Surma

### NordarmSurma
Der zunächst relativ kleine Surma-Arm erhält auf seinem Weg nach Westen in rascher Folge wasserreiche Nebenflüsse aus dem Bergland im Norden, das als regenreichstes Gebiet der Welt gilt, bekannt durch Witterungsrekorde der Stadt Cherrapunji. Der stattlich gewordene Hauptstrom fließt nicht wie der heutige, weiterhin Surma genannte kleine Nebenarm nach Süden, sondern als Dhanu  weiter westlich bis zur Mündung des Shomeshwari, dann als Baulai nach Süden und nach Aufnahme des von Westen kommenden Kangsa als Ghorautra. Der Surma und die vielen mit ihm verbundenen Wasserläufe durchfließen ein Senkungsgebiet, in dem sich zwischen den Dammufern der Flüsse ausgedehnte Sumpf- und Wasserflächen bilden. Der windungsreiche Nordarm hat bis zur Vereinigung mit dem Südarm eine Länge von rund 380 Kilometern. Am Punkt ihrer Wiedervereinigung unterscheidet sich die Wasserführung beider Arme nicht wesentlich.

### Unterlauf
Bei Bhairab Bazar mündet dem Namen nach der einstige Hauptarm des Brahmaputra in die Meghna, der auf ganzer Länge, wahrscheinlich infolge tektonischer Hebung, nur noch wenig Wasser führt. Heute mündet hier nur ein unbedeutender Seitenarm des Alten Brahmaputra; dessen Hauptstrang mündet unter anderen Namen erst 80 Kilometer weiter flussabwärts in die Meghna. Hier strömen auch weitere von der Jamuna (Name des Brahmaputra in Bangladesch) abgezweigte Gewässer zu. Ihre im breiten Dhaleshwari vereinten braunen Wasser sind noch weit flussabwärts vom grau-grünen Wasser der Meghna zu unterscheiden. Bei Chandpur, nach weiteren knapp 40 Kilometern, vereinigt sich die zwischen einem und zwei Kilometern breite Obere Meghna mit der weit größeren Padma.
Der gesamte Flusslauf Barak-Kushiyara-Obere Meghna hat eine Länge von ca. 1040 km, davon als Meghna etwa 140 Kilometer. Die Wasserführung vor dem Zusammenfluss mit der Padma beträgt rund 3.610 m³/s.

## Untere Meghna

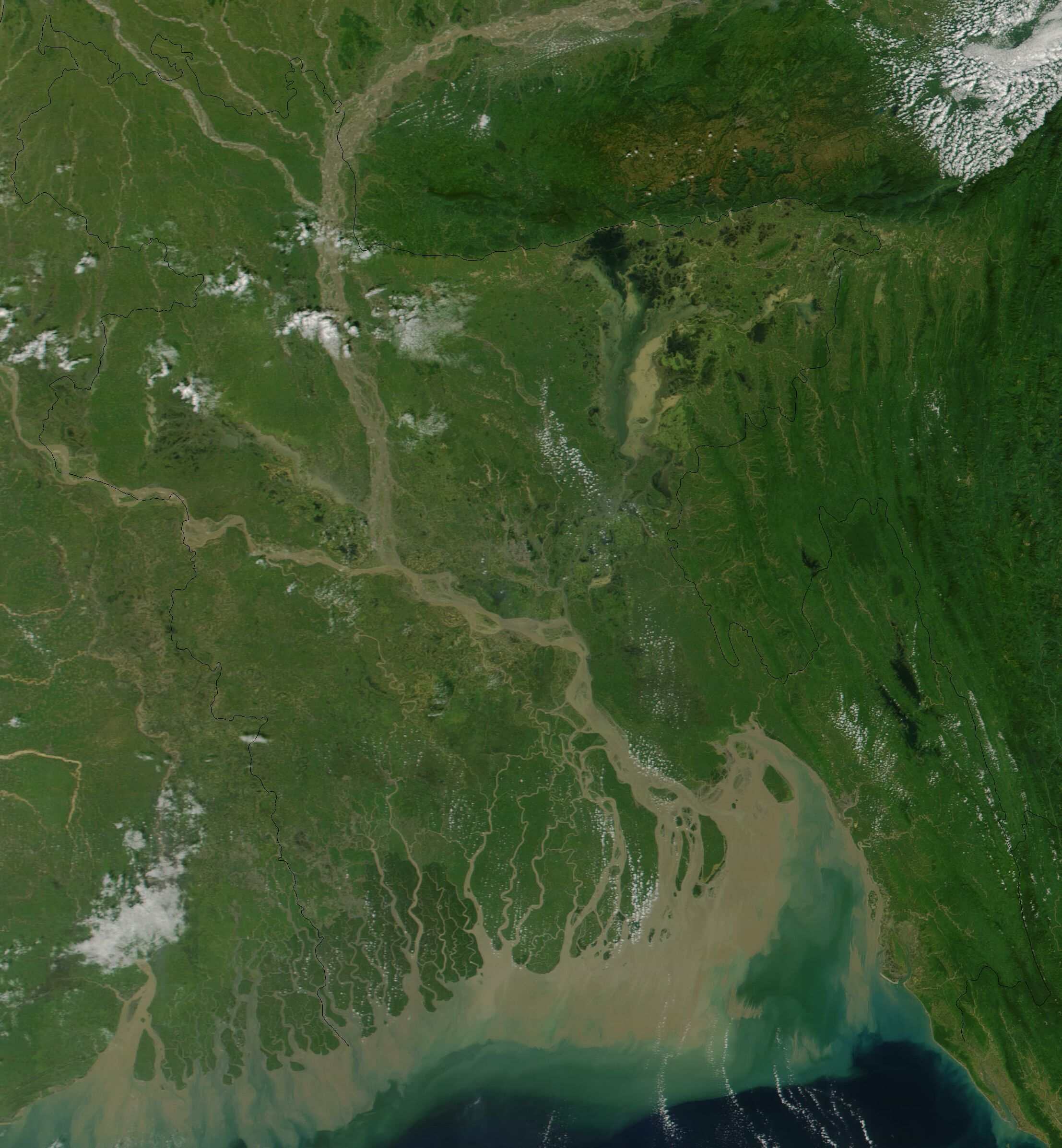
Ganges (links), Brahmaputra (Mitte, oben) und Meghna (Mitte, rechts) zur Monsunzeit. Die Flussarme Surma und Kushiyara (obere Mitte) bilden eine zusammenhängende Wasserfläche

Die Untere Meghna stellt im Wesentlichen die Fortsetzung der Padma dar, die bereits mit rund 32.000 m³/s größter Fluss Asiens ist. Die Padma ist zwar dem Namen nach der Unterlauf des Ganges, dem Volumen nach aber der Unterlauf des größeren Brahmaputra. Vor der Westverlagerung des Brahmaputra im Achtzehnten Jahrhundert trafen dessen Wassermassen, den heutigen Lauf der Oberen Meghna vorzeichnend, erst hier auf die des Ganges. Die Abflussmenge des vereinigten Flusses schwankt stark zwischen Regen- und Trockenzeit und beträgt bei Chandpur zwischen 10.000 und 160.000 m³/s; im Jahresmittel über 36.000 m³/s. Die Hochwasserphase der Padma und der Unteren Meghna dauert mehrere Monate, da die Abflussspitze des Brahmaputra im Juli und August liegt und die des Ganges im September. Die Obere Meghna bewirkt keine wesentliche Verschiebung der Abflussganglinie.
Die Strömungen sind besonders an der Engstelle von Chandpur gefährlich, zumal der Tidenhub in der östlichen Bucht von Bengalen mit drei bis sieben Metern recht hoch ist und weit stromaufwärts reicht.  Der 3 bis 10 Kilometer breite Strom gabelt sich vor der Mündung in zwei Hauptrinnen. Zahlreiche kleine Seitenarme begleiten den Hauptstrom an beiden Seiten.
Die Untere Meghna ist derzeit der morphodynamisch aktivste Teil des Ganges-Brahmaputra-Meghna-Deltas, des großflächigsten Flussdeltas der Welt. Die durch die alljährlichen Überschwemmungen große Fruchtbarkeit der Böden erlaubt zwar eine extrem hohe ländliche Bevölkerungsdichte entlang der Meghna und in ihrem Hinterland, dennoch stellen die Gewalt der monsunalen Hochwässer und der Springfluten sowie der drohende Meeresspiegelanstieg unmittelbare Gefahren für viele Millionen Menschen dar. Man versucht, die küstennahen Uferlinien durch Anpflanzung von Mangrovenwäldern zu stabilisieren, was jedoch etwaigen Verlagerungstendenzen der Hauptströme nichts entgegenzusetzen vermag.